# Estação Ferroviária de Monte Real

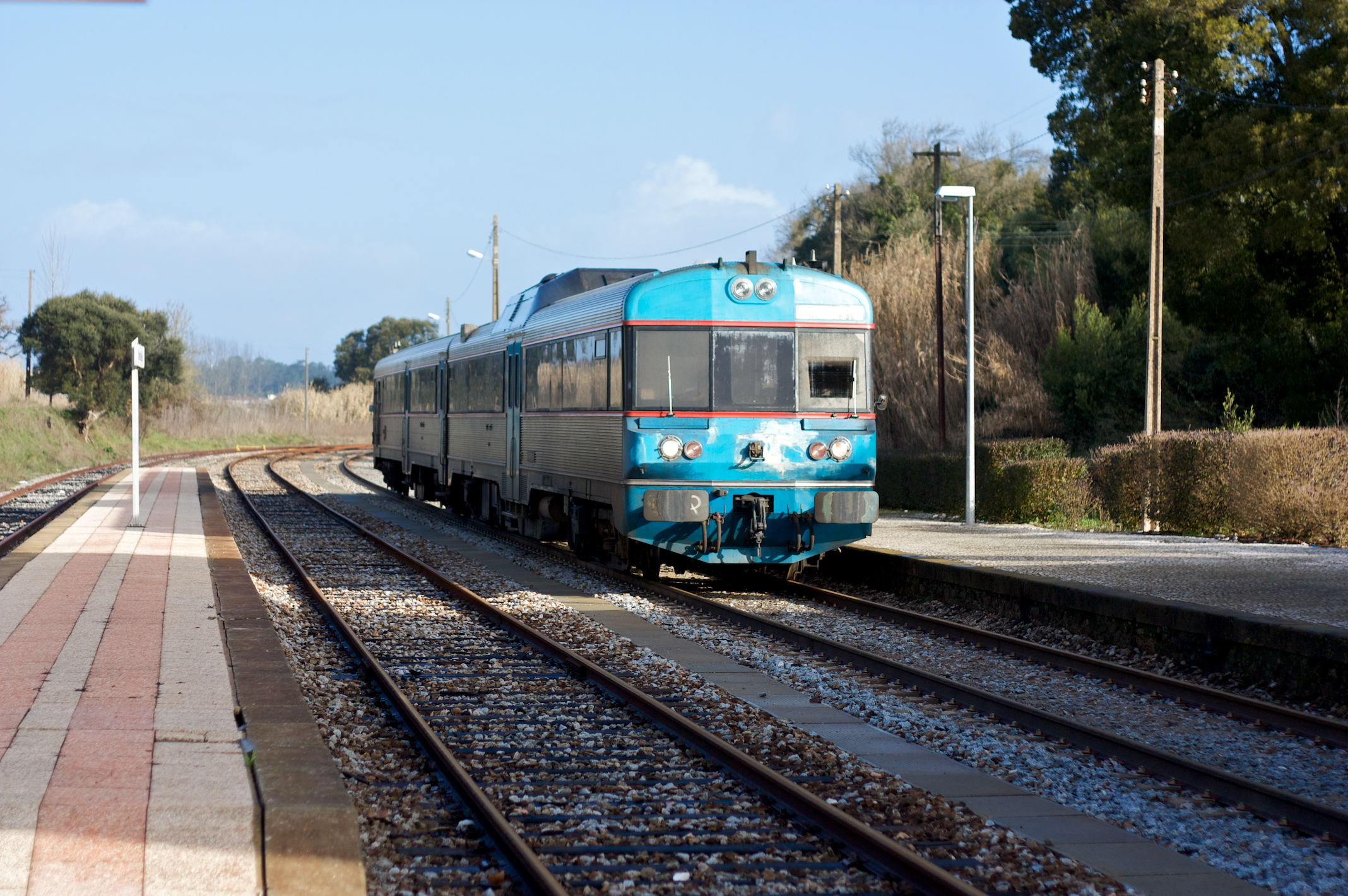
Automotora da Série 0450 na Estação de Monte Real, em 2009.

A Estação Ferroviária de Monte Real é uma gare da Linha do Oeste, que serve as localidades de Monte Real, Várzeas e Souto da Carpalhosa, no Distrito de Leiria, em Portugal.

## Descrição

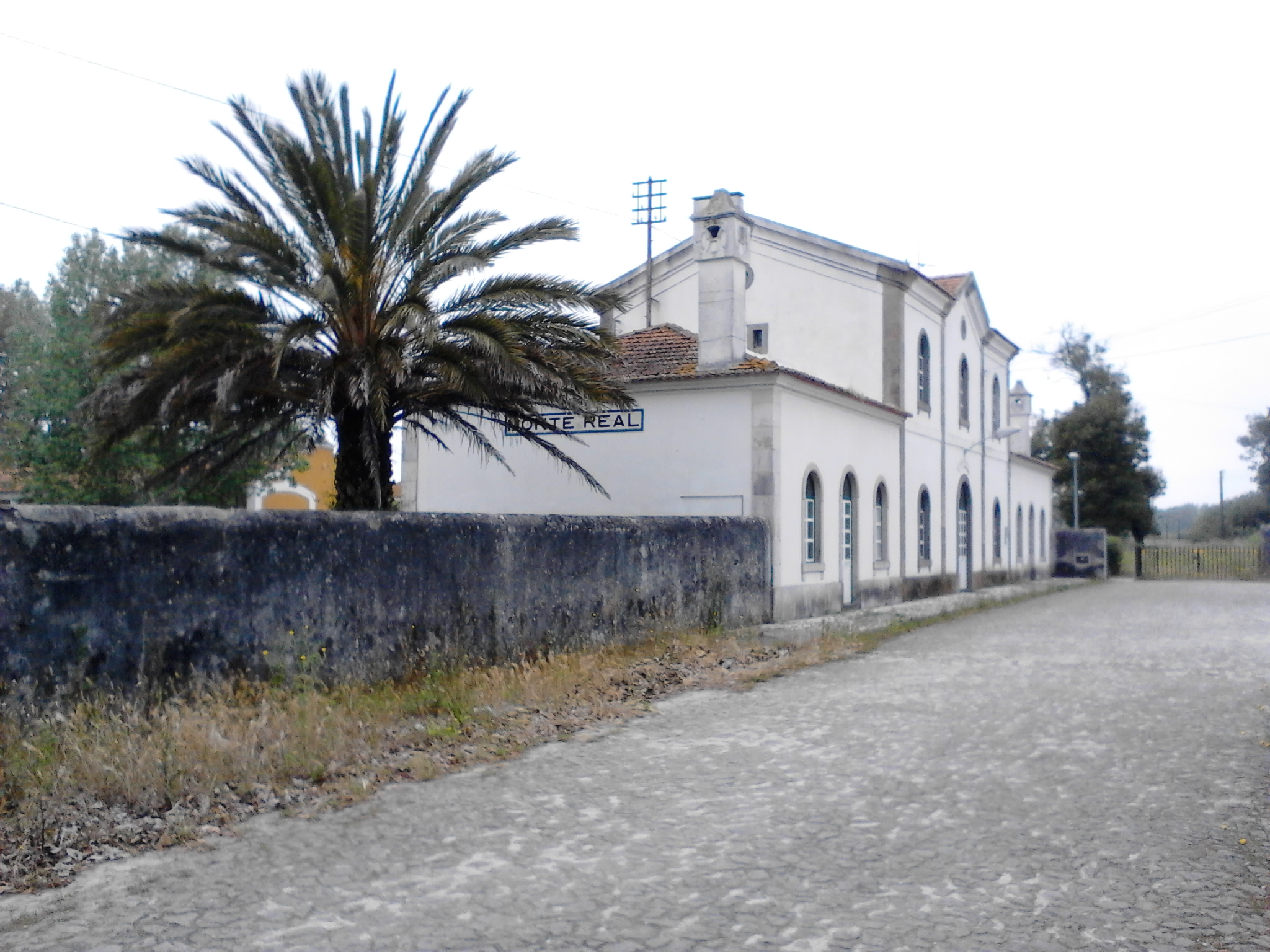
Aspeto do exterior da estação, em 2016.

### Infraestrutura
Em Janeiro de 2011, contava com 3 vias de circulação, com 539 e 402 m de comprimento; as plataformas tinham 146 e 195 m de extensão, e 40 e 45 cm de altura. O edifício de passageiros situa-se do lado nascente da via (lado direito do sentido ascendente, a Figueira da Foz).

### Serviço
Esta estação é servida por comboios de passageiros regionais e inter-regionais (Linha do Oeste) da CP com destino às estações das Caldas da Rainha, Coimbra-B, Figueira da Foz e Santa Apolónia.

## História
A estação encontra-se no troço entre Leiria e Figueira da Foz da Linha do Oeste, que abriu à exploração pública em 17 de Julho de 1888, pela Companhia Real dos Caminhos de Ferro Portugueses.